# Nova Gorica

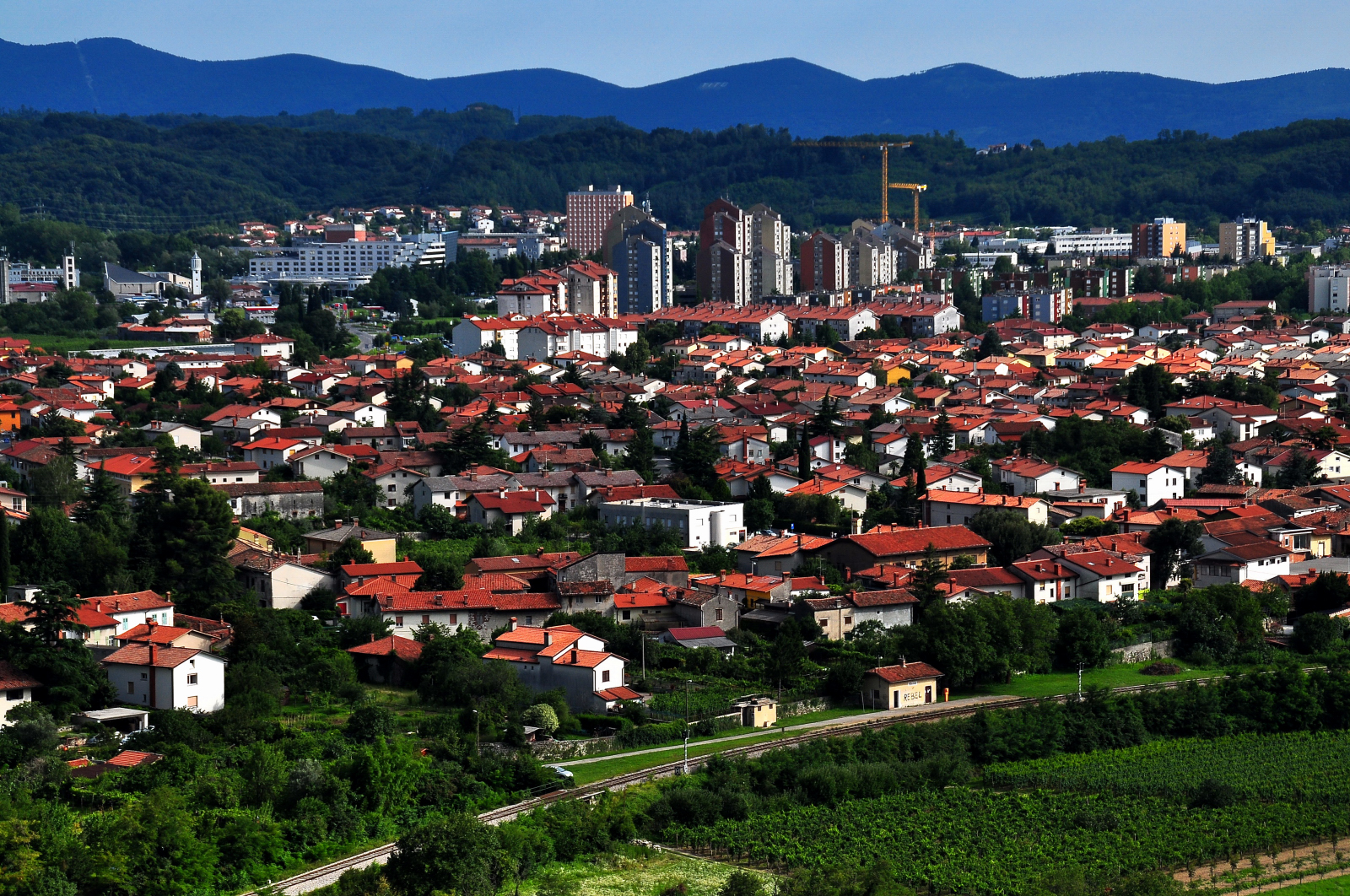
Nova Gorica

Nova Gorica, deutsch Neu-Görz, ist eine Stadt im Westen Sloweniens, nördlich von Triest und unmittelbar an der italienischen Grenze in der historischen Landschaft Primorska (Region Goriška). Sie ist Hauptort der Stadtgemeinde Nova Gorica, die 43 Ortschaften umfasst, und seit der Gründung der Universität Nova Gorica im Jahre 1995 eine Universitätsstadt.

## Geographie
Nova Gorica liegt im Westen Sloweniens. Die Stadt erstreckt sich über eine Fläche von 3,75 Quadratkilometern und befindet sich in der historischen Landschaft Primorska, nahe der italienischen Grenze. Die Umgebung der Stadt ist geprägt von den Julischen Alpen, die im Norden liegen, und dem Fluss Soča, der im Westen verläuft. Nova Gorica bildet mit dem benachbarten Gorizia in Italien eine grenzüberschreitende Doppelstadt.

## Verkehr
Die Stadt liegt an der Hauptstraße 103, die eine direkte Verbindung zur Schnellstraße H4 und eine schnelle Anbindung an das slowenische Autobahnnetz gewährleistet. Zudem führen mehrere Straßen direkt nach Gorizia über die italienische Grenze.
Der Bahnhof Nova Gorica bietet Verbindungen zu weiteren slowenischen Städten sowie zu internationalen Zielen, insbesondere nach Italien.

## Geschichte
Der Grundstein für den neuen Stadtkern von Nova Gorica wurde 1948 gelegt. Die Stadt ist ein bedeutendes Urbanismusprojekt des Stadtplaners und Architekten Edvard Ravnikar, der sie als neues urbanes Zentrum für die jugoslawische Seite der Grenze konzipierte. Zu Nova Gorica gehören auch ältere Siedlungen, die bereits vor 1947 existierten.
Die Gründung von Nova Gorica im Jahr 1948 führte zu einem signifikanten Anstieg der Bevölkerung. In den letzten Jahrzehnten hat sich die demographische Struktur weiter verändert, wobei die Stadt seit Gründung der Universität Nova Gorica im Jahre 1995 zunehmend als Universitätsstandort an Bedeutung gewonnen hat.

## Kultur und Sehenswürdigkeiten

### Museen
- Das Goriška Regionalmuseum in Schloss Kromberk und Villa Bartolomei bietet Ausstellungen zur Geschichte und Kultur der Region.[4][5][6]
- Das Museum an der Grenze thematisiert die historische und kulturelle Verbindung zwischen Slowenien und Italien.[7]

### Sehenswürdigkeiten
- Kloster Kostanjevica mit der Bourbonengruft
- Wallfahrtsort Sveta Gora
- Salcanobrücke, gilt mit einer Spannweite von 85 Metern als größte Eisenbahn-Steinbogenbrücke der Welt[8]

### Kulturelle Veranstaltungen
- Im Sommer wird ein abwechslungsreiches Kulturprogramm mit Musik-, Theater- und Tanzvorführungen sowie literarischen Veranstaltungen und Vorträgen geboten. Auf der Silvan-Furlan-Plattform gibt es seit 2013 ein Freiluftkino.[9]
- 2025 ist die Stadt gemeinsam mit Chemnitz Kulturhauptstadt Europas. Im Rahmen dieses Projekts sind zahlreiche Veranstaltungen und Initiativen geplant.[10]

## Sport
Nova Gorica ist Heimat des Fußballvereins ND Gorica, der in der höchsten slowenischen Liga spielt.

## Wirtschaft
Die Glücksspielindustrie ist ein bedeutender Wirtschaftsfaktor und Arbeitgeber in der Region. Das Perla, Casino & Hotel ist eines der größten Spielcasinos in Europa.
Der Tourismus wird als wachsender Wirtschaftszweig angesehen, der sowohl lokale als auch internationale Besucher anzieht. Die Stadt profitiert von ihrer Lage in der Nähe der Julischen Alpen und des Soča-Tals, die Möglichkeiten für Outdoor-Aktivitäten bieten und den Naturtourismus fördern.
Die Universität Nova Gorica, gegründet 1995, trägt zur wirtschaftlichen Entwicklung durch Forschung und Innovation in Bereichen wie Umweltwissenschaften und Weinbau bei.
Die unmittelbare Nähe zur italienischen Stadt Gorizia fördert den wirtschaftlichen Austausch und die Zusammenarbeit zwischen den beiden Städten, insbesondere seit dem Beitritt Sloweniens zum Schengen-Raum 2007.

## Partnerstädte
- Aleksandrovac, Serbien[15]
- Klagenfurt, Österreich[16]
- Otočac, Kroatien[17]
- San Vendemiano, Italien[18]